# Zillah
Zillah az Amerikai Egyesült Államok északnyugati részén, Washington állam Yakima megyéjében elhelyezkedő város. A 2010. évi népszámlálási adatok alapján 2964 lakosa van.

## Történet
A települést az öntözést segítő Sunnyside Canal projekt elkészültével, 1891-ben alapították; a helyszínt Walter Granger, a kivitelező cég felügyelője választotta ki. A helység névadója Zillah Oakes, a Northern Pacific Railway igazgatójának lánya; a településre vezető úton a lány folyamatosan sírt, ezért az apja megígérte neki, hogy ha abbahagyja, róla nevezik majd el azt. Walter Granger a helységet választotta a Washington Irrigation Company székhelyéül, később pedig ő lett az első polgármester. Zilah 1911. január 5-én kapott városi rangot.

## Éghajlat
| Hónap                         | Jan.  | Feb.  | Már.  | Ápr. | Máj. | Jún. | Júl. | Aug. | Szep. | Okt.  | Nov.  | Dec.  | Év    |
| ----------------------------- | ----- | ----- | ----- | ---- | ---- | ---- | ---- | ---- | ----- | ----- | ----- | ----- | ----- |
| Rekord max. hőmérséklet (°C)  | 20,0  | 22,2  | 30,0  | 34,4 | 38,9 | 40,0 | 43,3 | 40,6 | 38,3  | 31,7  | 23,9  | 20,0  | 43,3  |
| Átlagos max. hőmérséklet (°C) | 4,4   | 8,9   | 14,4  | 18,3 | 23,3 | 27,2 | 31,7 | 31,7 | 26,7  | 18,9  | 10,0  | 2,8   | 18,2  |
| Átlagos min. hőmérséklet (°C) | −3,9  | −2,8  | 0,6   | 3,9  | 8,3  | 11,7 | 15,0 | 13,9 | 8,9   | 2,8   | −1,7  | −5,0  | 4,4   |
| Rekord min. hőmérséklet (°C)  | −30,0 | −29,4 | −14,4 | −7,8 | −3,3 | 0,6  | 2,2  | 1,7  | −5,0  | −11,1 | −22,8 | −32,8 | −32,8 |
| Átl. csapadékmennyiség (mm)   | 26    | 18    | 15    | 14   | 19   | 17   | 7    | 7    | 9     | 15    | 28    | 36    | 211   |
| Forrás: The Weather Channel   |       |       |       |      |      |      |      |      |       |       |       |       |       |

## Népesség
A 2010-es népszámláláskor a városnak 2964 lakója, 1033 háztartása és 741 családja volt. A népsűrűség 628 fő/km2. A lakóegységek száma 1105, sűrűségük 234,1 db/km2. A lakosok 63,8%-a fehér, 0,3%-a afroamerikai, 3,8%-a indián, 0,9%-a ázsiai, 0,2%-a a Csendes-óceáni szigetekről származik, 27,1%-a egyéb, 3,9%-a pedig kettő vagy több etnikumú. A spanyol vagy latino származásúak aránya 42,5% (   )
A háztartások 43,4%-ában élt 18 évnél fiatalabb. 53% házas, 13,1% egyedülálló nő, 5,6% egyedülálló férfi, 28,3% pedig nem család. 23,9% egyedül élt; 8,9%-uk 65 éves vagy idősebb. Egy háztartásban átlagosan 2,87 személy élt; a családok átlagmérete 3,4 fő.
A medián életkor 31,9 év volt. A város lakóinak 31,4%-a 18 évesnél fiatalabb, 8,9% 18 és 24 év közötti, 27,3%-uk 25 és 44 év közötti, 22,9%-uk 45 és 64 év közötti, 9,3%-uk pedig 65 éves vagy idősebb. A lakosok 49,8%-a férfi, 50,2%-a pedig nő.

## Fordítás
Ez a szócikk részben vagy egészben  a   Zillah, Washington című angol Wikipédia-szócikk ezen változatának fordításán alapul.  Az eredeti cikk szerkesztőit annak laptörténete sorolja fel. Ez a jelzés csupán a megfogalmazás eredetét és a szerzői jogokat jelzi, nem szolgál a cikkben szereplő információk forrásmegjelöléseként.